# Tag along
Tag along é um mecanismo de proteção a acionistas minoritários de uma companhia que garante a eles o direito de deixarem uma sociedade, caso o controle da companhia seja adquirido por um investidor que até então não fazia parte da mesma.
O tag along garante que o comprador das ações dos controladores, faça uma oferta pública aos acionistas minoritários, por 100% do valor pago pelas ações dos controladores para o nível de governança corporativa tipo novo mercado, 100% das ações ON e PN para o tipo nível 2 (até o dia 09/05/2011 era 100% para ON e 80% para PN) e 80% do valor para as ações ON conforme a legislação para o tipo Nível 1. Cabe aos minoritários aceitarem ou não a proposta.
O tag along é previsto na legislação brasileira (Lei das S.A., Artigo 254-A) e assegura que a alienação, direta ou indireta, do controle acionário de uma companhia somente poderá ocorrer sob a condição de que o acionista adquirente se obrigue a fazer oferta pública de aquisição das demais ações ordinárias, de modo a assegurar a seus detentores o preço mínimo de 80% do valor pago pelas ações integrantes do bloco de controle.
Algumas companhias, voluntariamente, estendem o direito de tag along também aos detentores de ações preferenciais e/ou asseguram aos detentores de ações ordinárias um preço superior aos 80%.